# Longping (sockenhuvudort i Kina, Jiangxi Sheng, lat 26,36, long 115,24)
Longping är en sockenhuvudort i Kina. Den ligger i provinsen Jiangxi, i den sydöstra delen av landet, omkring 270 kilometer söder om provinshuvudstaden Nanchang. Antalet invånare är 10 288. Befolkningen består av 5 129 kvinnor och 5 159 män. Barn under 15 år utgör 33 %, vuxna 15-64 år 57 %, och äldre över 65 år 9,0 %.
Runt Longping är det ganska tätbefolkat, med 192 invånare per kvadratkilometer. Närmaste större samhälle är Lianjiangzhen, 12,2 km öster om Longping. I omgivningarna runt Longping växer huvudsakligen savannskog.
Genomsnittlig årsnederbörd är 1 925 millimeter. Den regnigaste månaden är maj, med i genomsnitt 327 mm nederbörd, och den torraste är oktober, med 21 mm nederbörd.